# 东帝汶广播电视台
东帝汶广播电视台（Radio-Televisão Timor Leste）是东帝汶的国家电视台和电台。

## 电视业务
东帝汶广播电视台是东帝汶广播公司的电视业务分公司，也是东帝汶唯一的电视台。

儘管东帝汶广播电视台目前僅有一個頻道，它仍與葡萄牙廣播電視公司合作，積極培訓年輕人，使他們能夠提高該台的質量水平。

## RTL
较为有名的RTL使用德顿语和葡萄牙语进行广播。